# ジャン＝ポール・サンローラン
ジャン＝ポール・サンローラン（Jean-Paul St. Laurent、1912年4月23日 ‐ 1986年12月22日）は、カナダの政治家。下院議員を1期務めた。

## 概要
第12代首相のルイ・サンローランと、その妻ジャンヌ・ルノー（本名ジャンヌ・サンローラン、1886年10月22日 – 1966年11月14日）との間にケベック州にて生まれる。1955年から1958年にかけて、テミクスアタ選挙区選出のカナダ庶民院（下院）議員を務めた。
1986年に74歳で亡くなった。